# Die Sanguiniker
Die Sanguiniker ist ein Walzer von Johann Strauss (Sohn) (op. 27). Das Werk wurde am 2. September 1846 im damaligen Wiener Erholungs- und Unterhaltungsort Wasserglacis im Rahmen einer Open-Air-Veranstaltung erstmals aufgeführt.